# 阔萼堇菜
阔萼堇菜（学名：Viola grandisepala）是堇菜科堇菜属的植物，是中国的特有植物。分布在中国大陆的四川、云南等地，生长于海拔3,000米的地区，见于山坡以及路旁阴湿处，目前尚未由人工引种栽培。

## 别名
长茎堇菜（中国高等植物图鉴）